# Sphagnum mississippiense
Sphagnum mississippiense är en bladmossart som beskrevs av Charles Frederick Andrus 1987. Sphagnum mississippiense ingår i släktet vitmossor, och familjen Sphagnaceae. Inga underarter finns listade i Catalogue of Life.